# Hot Dog (film)
Hot Dog è un cortometraggio del 1928 diretto da Walt Disney. È il 20° film animato con protagonista Oswald il coniglio fortunato. Fu distribuito dalla Universal Pictures il 20 Agosto 1928.